# Lori de Sulawesi
El lori de Sulawesi (Trichoglossus meyeri) és una espècie d'ocell de la família dels psitàcids que habita la selva humida de les muntanyes de Sulawesi.
Tradicionalment s'ha considerat coespecífic del lori verd-i-groc.